# 第18屆金鐘獎
第18屆金鐘獎是1983年台灣廣播、電視業界的年度盛事之一，表揚1983年度傑出的台灣廣播和電視之藝人。

## 電視部分
下列之標記為該獎項得獎者。

## 外部連結
- 72年金鐘獎得獎名單【節目部分 / 廣告部份】 （页面存档备份，存于）.文化部影視及流行音樂產業局.1983-04-01
- 72年金鐘獎得獎名單【個人技術部分 / 其他獎】 （页面存档备份，存于）.文化部影視及流行音樂產業局.1983-04-01